# Peter Keys
Peter Keys, pseudonimo di Peter Pisarczyk (Burlington, 30 maggio 1965), è un tastierista statunitense.

## Biografia
Peter ha sviluppato l'interesse per la musica fin da bambino, quando i suoi genitori, per farlo addormentare, suonavano per lui un pianoforte Steinway 1923. Iniziò a suonare il pianoforte all'età di quattro anni ed ebbe una formazione classica. Si esibì per la prima volta a cinque anni nella città di New Haven, Connecticut, alla Neighborhood School of Music. Peter era determinato a guadagnarsi da vivere facendo il musicista e nel 1976 si trasferì nella Carolina del Nord, dove suonò nella sua prima band chiamata Smeagol. Dopo lo scioglimento degli Smeagol, Peter formò una cover band chiamata Sound Advice. Studiò musica per tutto il 1985 e cominciò a frequentare il Berklee College of Music a Boston, Massachusetts, prima di abbandonare gli studi per continuare ad esibirsi.

## Carriera musicale
Dopo aver abbandonato gli studi al Berklee College, Peter si è trasferito nell'area della Baia di San Francisco, cominciando a suonare e a registrare con molti musicisti famosi, tra cui Jay Lane (Primus, RatDog), Sam Andrews (Big Brother and the Holding Company), Peter Tork (The Monkees), Marty Friedman (Megadeth), Marty Balin (Jefferson Airplane, Jefferson Starship), e Bill Spooner (The Tubes).
Nel 1996 ha sostituito Bernie Worrell nella formazione originale P-Funk. In questo periodo ha condiviso il palco con molti artisti, da Bootsy Collins a Snoop Dogg e Isaac Hayes. Nel 2000 si è trasferito a Detroit, Michigan, e ha avviato la società Shock Logic Productions. Nel 2002 si è unito alla band 420 Funk Mob, formata da George Clinton e altri membri fondatori del P-Funk. Nel 2009 si è trasferito a Nashville, Tennessee, ed è stato scelto per prendere il posto di Billy Powell, deceduto all'inizio dell'anno, nei Lynyrd Skynyrd.